# Portada/article juny 18

## Lleó
El lleó (Panthera leo) és un mamífer carnívor de la família dels fèlids i una de les quatre feres del gènere Panthera. Els mascles excepcionalment grans arriben a 250 kg de pes, de manera que és el segon fèlid vivent més gran, després del tigre. Els lleons salvatges viuen a l'Àfrica subsahariana i a Àsia, amb una població en perill greu al nord-oest de l'Índia; han desaparegut del nord d'Àfrica, el Pròxim Orient i l'oest d'Àsia en temps històrics. Fins a finals del Plistocè, el lleó fou el mamífer terrestre gran més estès després dels humans. La seva distribució cobria la majoria d'Àfrica, gran part d'Euràsia, des de l'oest d'Europa fins a l'Índia i a Amèrica, des del Yukon fins al Perú.